# Dürnstein (Dolna Austria)

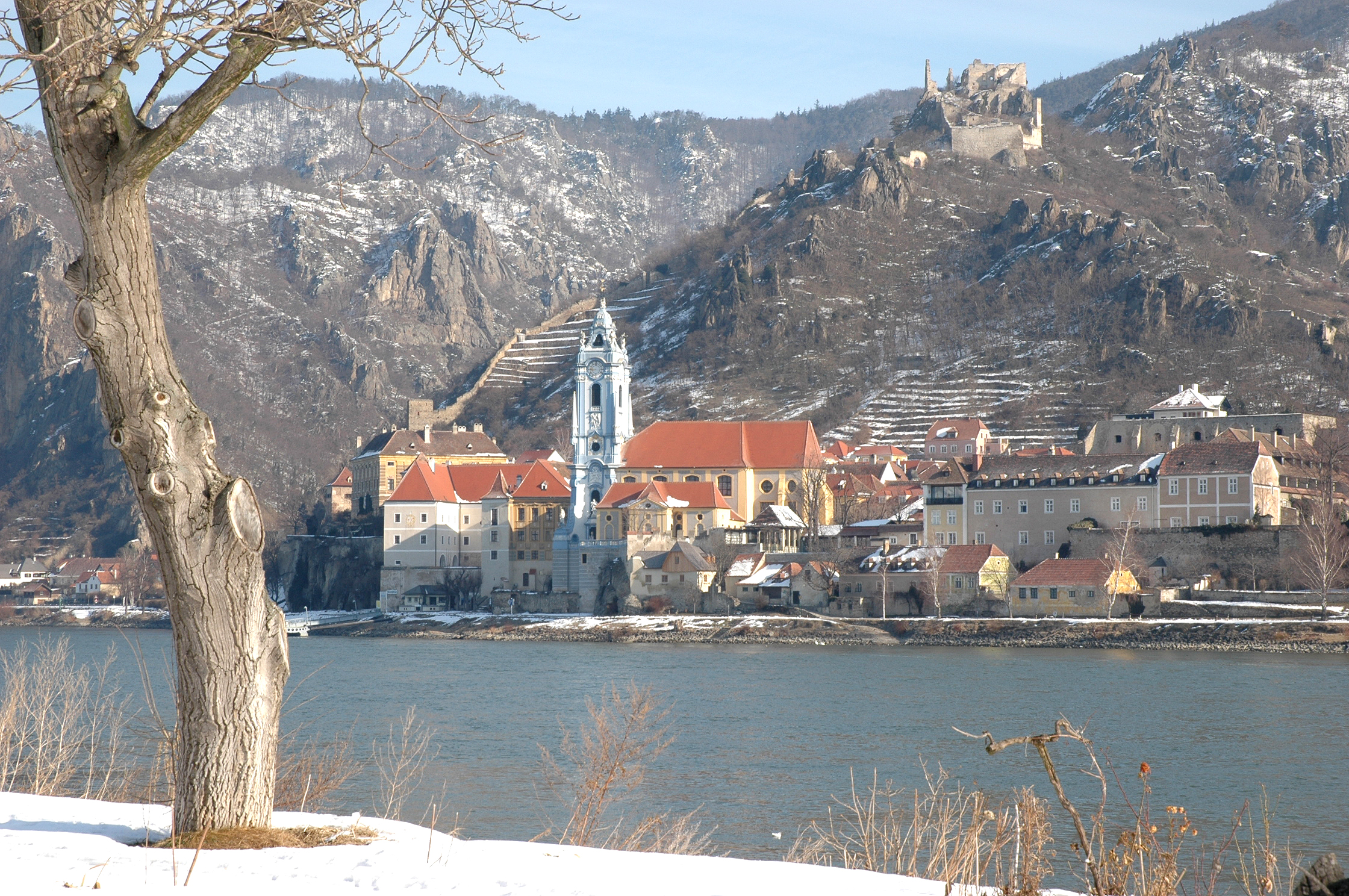
Dürnstein zimą

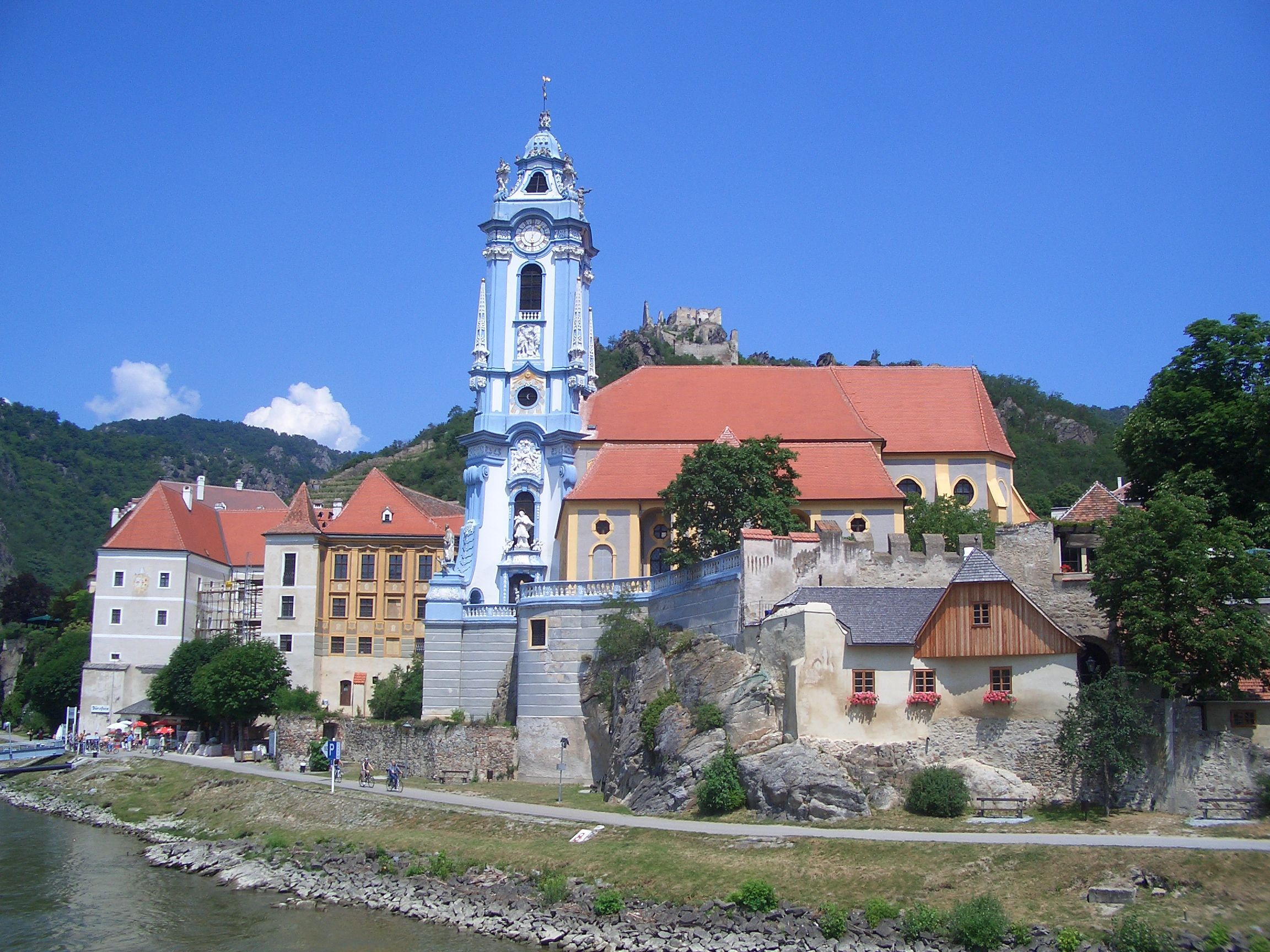
Kompleks klasztorny

Dürnstein – miasto w Austrii, w kraju związkowym Dolna Austria, w powiecie Krems-Land. Liczy 886 mieszkańców (1 stycznia 2014).

## Geografia
Dürnstein leży nad Dunajem w dolinie Wachau. Jest częścią regionu Waldviertel, czyli północno-wschodniej części Dolnej Austrii, najbardziej spośród wszystkich zalesionej.
Gmina miejska Dürnstein obejmuje obszar 16,81 km², z czego 59,61% stanowią lasy.

## Gospodarka
Dürnstein i Dolina Wachau, są najlepiej rozpoznawalnym regionem turystycznym w Austrii. Ponadto, dzięki łagodnemu klimatowi i pagórkowatemu ukształtowaniu terenu, w regionie uprawia się winorośle oraz produkuje wino. Szczególnie dużo produkuje się młodego wina, tzw. heurig.

## Historia

### Etymologia nazwy
Miasteczko zawdzięcza swoją nazwę średniowiecznemu zamkowi usytuowanemu na wysokim skalistym wzgórzu, który miał strzec przełomu Dunaju. Zamek nosił nazwę Duerrstein lub Dürrstein od niemieckiego dürr oznaczającego sucha oraz Stein - kamień.

### Kalendarium
- od grudnia 1192 do marca 1193 na zamku więziony był Król Anglii Ryszard I Lwie Serce. Został on pojmany przez Księcia Leopolda V podczas powrotu z III wyprawy krzyżowej
- 1231 – bunt kasztelana Kuenringa przeciwko księciu Austrii i Styrii Fryderykowi II Bitnemu (ostatniemu z rodu Babenbergów). Ostatecznie jednak, zamek zdobywa Fryderyk II.
- 1289 – poświęcenie kościoła parafialnego
- ok. 1330 – budowa kaplicy cmentarnej w stylu romańskim
- XIII-XIV wiek – budowa fortyfikacji miejskich
- 1347 –  pierwsze wzmianki o Dürnstein jako mieście
- 1355 – wygaśnięcie panującej w Dürnstein dynastii Kuenringów
- 1356 – książę Albrecht III z dynastii Habsburgów pozyskuje zamek jako swoje lenno
- 1476 – Dürnstein otrzymuje herb miejski od Cesarza Fryderyka III Habsburga
- 1547 – przebudowa średniowiecznego ratusza w stylu renesansowym
- XVI wiek – znaczna przebudowa większości domów i nadanie miastu jego obecnego wyglądu
- 1630 – budowa nowego zamku
- 1710–1740 – powstaje barokowy klasztor
- 1788 – sekularyzacja klasztoru Augustynów przez cesarza Franciszka II Habsburga
- 1805 – wojna z Napoleonem
- 1850 – pierwsze wolne wybory burmistrza
- 1909 – otwarcie linii kolejowej, wiodącej wzdłuż Dunaju
- 1958 – wybudowanie tunelu drogowego pod miastem, który ocalił jego zabytkowy charakter
- 1986 – odrestaurowanie barokowej wieży klasztoru i przywrócenie jej oryginalnego, niebieskiego koloru

## Współpraca
Miejscowość partnerska:
- Tegernsee, Niemcy